# Panorpa pryeri
Espèce
Panorpa pryeri est une espèce d'insectes mécoptères de la famille des Panorpidae et du genre panorpe.